# 英葡条约
1891年英葡条约是1891年英国和葡萄牙簽訂的條約，兩國就罗得西亚和莫桑比克的疆界達成一致。
1890年11月14日，兩國规定萨韦河的上游为两国势力范围分界线。1891年6月，双方签订条约，规定加扎地区為葡萄的地盤，马尼卡兰為英国的地盤。双方同意修建贝拉到哈拉雷的铁路。